# Dugonosa riječna kornjača
Dugonosa riječna kornjača (Charettochelys insculpta) je kornjača duljine do 75 cm koja naseljava jug Nove Gvineje i sjever Australije.
Iako živi u slatkim vodama, vrlo je slična kornjačama koje žive u moru. Udovi su joj široki, u obliku peraja, s relativno malo pandži, a sivozeleni ili zelenkasti leđni oklop prekriven je slojem mekane kože. Površina oklopa ima udubljena ili izbočine. Dugonosa riječna kornjača aktivan je lovac koji se hrani puževima, malim ribama i voćem. Izduženu njušku, koja podsjeća na svinjsku, rabi za disanje kad je ispod vodene površine. Ženke polažu jaja tanke ljuske, kojih može biti do 22, u plitke rupe uz riječnu obalu.

## Drugi projekti
|  | Zajednički poslužitelj ima stranicu o temi Dugonosa riječna kornjača    |
|  | Zajednički poslužitelj ima još gradiva o temi Dugonosa riječna kornjača |
|  | Wikivrste imaju podatke o taksonu Dugonosoj riječnoj kornjači           |